# Флавий Юлий Саллюстий
Флавий Юлий Саллюстий (лат. Flavius Iulius Sallustius) — государственный деятель Римской империи первой половины IV века, консул 344 года.

## Биография
Саллюстий был военным, занимал должность магистра пехоты. В 344 году был назначен консулом вместе с Домицием Леонтием. Саллюстий был признан в течение всего года на Востоке империи, в то время как на Западе до апреля мая-консулом значился Флавий Боноз.
Разночтения в исторических источниках породили три мнения насчет личности консула 344 года:
1. Боноз и Саллюстий — одно и то же лицо — Флавий Саллюстий Боноз[1].
2. Боноз и Саллюстий — два магистра армии, получившие консульский титул один за другим[2].
3. Саллюстий — магистр пехоты, Боноз — не поддающийся идентификации тезка магистра конницы Боноза (упоминающего в другом источнике, 347 год.)[3].